# Trälan
Trälan är en ö i Finland. Den ligger i Norra Östersjön eller Skärgårdshavet och i kommunen Kimitoön i den ekonomiska regionen  Åboland i landskapet Egentliga Finland, i den sydvästra delen av landet. Ön ligger omkring 75 kilometer söder om Åbo och omkring 160 kilometer väster om Helsingfors.
Öns area är 4 hektar och dess största längd är 260 meter i öst-västlig riktning.